# Dennis Breder
Dennis Breder (* 24. Juni 1980) ist ein deutscher Schachspieler und -trainer.

## Leben
Das Schachspielen lernte er von seinem Vater. Dennis Breder studierte Physik an der Universität Bonn. Das Studium schloss er 2009 mit Diplom ab. Seine Diplomarbeit hat den Titel Analyse von Multitrack-Ereignissen in IceCube. Ab dem Schuljahr 2010/11 war er Referendar für die Fächer Mathematik und Physik am Gymnasium Nordhorn. Er ist als Schach-Jugendtrainer aktiv und leitet regelmäßig Trainingsstunden auf dem ChessBase-Server.

## Erfolge
1997 wurde er in Schopfheim Deutscher-U17-Einzelmeister, und 1999 in Bonn-Röttgen mit dem Godesberger SK deutscher U20-Vereinsmannschaftsmeister. Er trägt seit 2001 den Titel Internationaler Meister. Bei der offenen Internationalen Bayerischen Meisterschaft in Bad Wiessee im November 2003 erzielte er seine erste Großmeister-Norm.
Sein erster Verein war der Brühler SK, dem er 1987 beitrat. Danach spielte er lange Jahre für den Godesberger SK. Von 2009 bis 2012 spielte er in der deutschen Schachbundesliga für den SK Turm Emsdetten. Seit der Saison 2014/15 ist er beim Schachclub Eppingen gemeldet. In der belgischen Interclubs-Liga spielte er für den KSK 47 Eynatten, mit dem er 2005 belgischer Mannschaftsmeister wurde, in Österreich spielt er seit der Saison 2012/13 für den SK Hohenems, mit dem er 2014 österreichischer Mannschaftsmeister wurde und im gleichen Jahr am European Club Cup teilnahm, und in der Schweiz von 2013 bis 2017 für den SC Bodan und seit 2018 für die SG Riehen.